# Brzeziny (województwo podkarpackie)
Brzeziny – wieś w Polsce, położona w województwie podkarpackim, w powiecie ropczycko-sędziszowskim, w gminie Wielopole Skrzyńskie. Ma status sołectwa.
W latach 1975–1998 wieś administracyjnie należała do województwa rzeszowskiego.
Z Brzezin pochodzą Ludwik Marszałek, prof. Stanisław Gawlik i ks. prof. Stanisław Longosz. Do lat osiemdziesiątych XX wieku stał we wsi dwór szlachecki z przełomu XVII i XVIII wieku należący do rodziny Święchów, z której pochodziła Michalina Adamczewska ze Święchów.

## Części wsi
| SIMC    | Nazwa            | Rodzaj           |
| ------- | ---------------- | ---------------- |
| 0666259 | Baj              | część wsi        |
| 0666443 | Berdechów        | przysiółek       |
| 0666265 | Bukowina         | część wsi        |
| 0666271 | Dół Południowy   | część wsi        |
| 0666288 | Dół Północny     | część wsi        |
| 0666294 | Druga Strona Wsi | część wsi        |
| 0666302 | Górne Brzeziny   | część wsi        |
| 0666319 | Jodłowiec        | część wsi        |
| 0666325 | Łęg              | część wsi        |
| 0666450 | Mały Dział       | przysiółek       |
| 0666331 | Nowa Wieś        | część wsi        |
| 0666348 | Podkościele      | część wsi        |
| 0666354 | Pogwizdów        | część wsi0666348 |
| 0666360 | Rędziny          | część wsi        |
| 0666377 | Rynek Południowy | część wsi        |
| 0666383 | Rynek Północny   | część wsi        |
| 0666390 | Rzeki            | część wsi        |
| 0666408 | Sośnice          | część wsi        |
| 0666466 | Średni Dział     | przysiółek       |
| 0666472 | Wielki Dział     | przysiółek       |
| 0666414 | Zadziale         | część wsi        |
| 0666420 | Zagrodzie        | część wsi        |
| 0666437 | Zalas            | część wsi        |

## Geografia
Obwód wsi wynosi ok. 30 km – jest to jedna z najbardziej rozległych wsi na Podkarpaciu.
Na terenie Brzezin (tj. Pogwizdów i Berdechów) położony jest Czarnorzecko-Strzyżowski Park Krajobrazowy.

## Zabytki
- Kościół parafialny pw. św. Mikołaja

## Wspólnoty wyznaniowe
- Kościół rzymskokatolicki:

- parafia św. Mikołaja, należąca do dekanatu Wielopole Skrzyńskie, diecezji rzeszowskiej

- kościół filialny w Berdechowie
- kościół filialny w Jaszczurowej

- Świadkowie Jehowy

- zbór Brzeziny-Brzostek, Sala Królestwa.

## Turystyka
- Szlak Architektury Drewnianej - Trasa nr VIII (jasielsko-dębicko-ropczycka)